# Mausolée de Stanislas Leszczynski

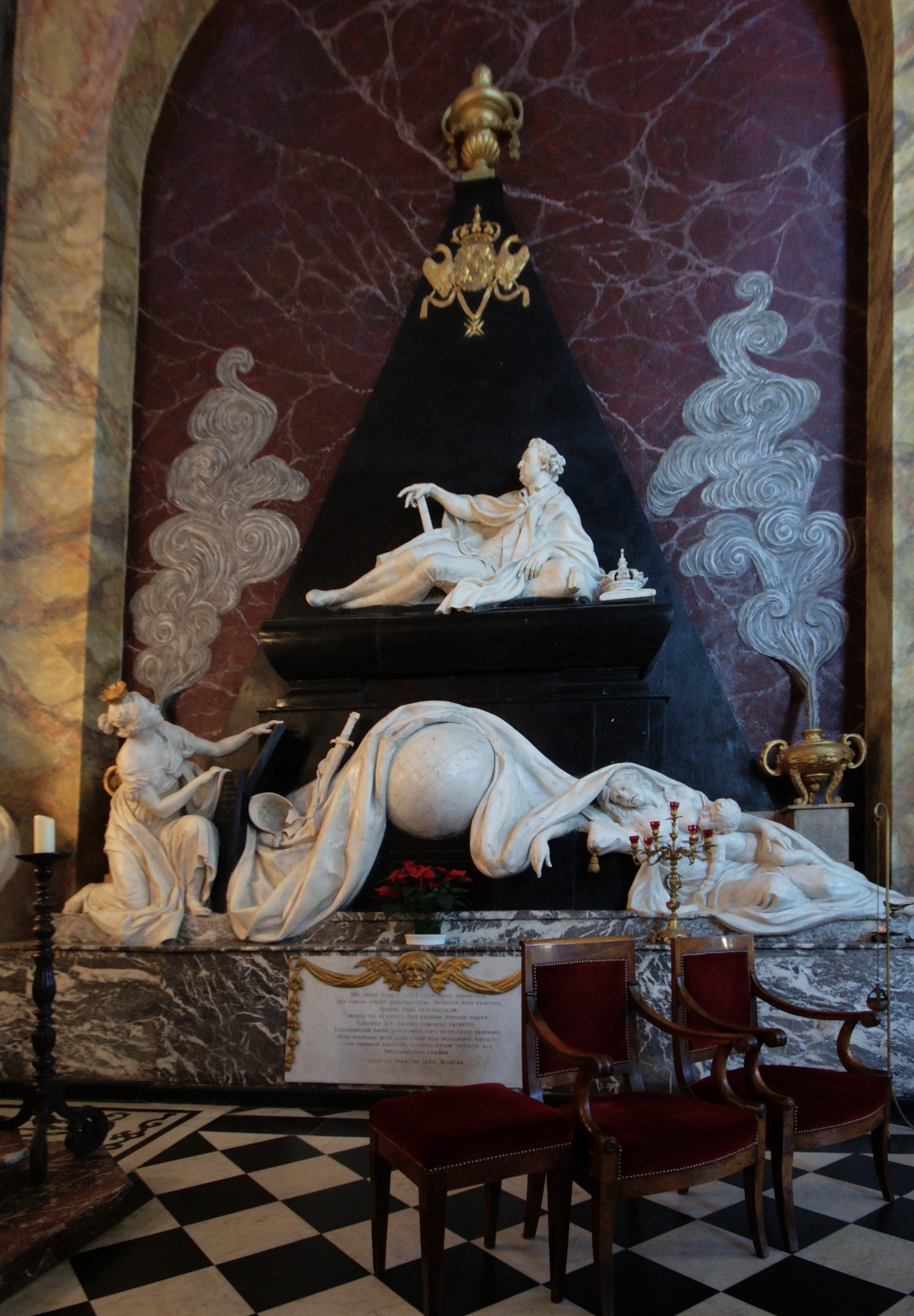
Mausolée de Stanislas en l'église Notre-Dame-de-Bonsecours de Nancy.

Le mausolée de Stanislas est un monument funéraire en mémoire de Stanislas Ier, roi de Pologne et duc de Lorraine et de Bar, réalisé par Louis Claude Vassé et Félix Lecomte après 1768, et installé en 1775 à l’église Notre-Dame-de-Bonsecours de Nancy.

## Histoire
Le 5 février 1766, la robe de chambre de Stanislas, trop proche de la cheminée, prit feu dans ses appartements du château de Lunéville. Il succomba de ses brûlures le 23 février 1766. Son corps fut déposé dans le caveau de Notre-Dame de Bonsecours le 3 mars de la même année. La charge d’ériger son monument funéraire revint à sa fille Marie Leszczynska, tandis que l’intendant François Antoine Alliot fut chargé d’exécuter le testament du roi. Ce dernier confia d’abord le projet à Richard Mique, premier architecte de Stanislas, mais celui-ci se désista. Alliot se rendit alors à Paris pour trouver un nouvel artiste. À cette occasion, il visita les ateliers de Louis Claude Vassé et d’Augustin Pajou. Mais les exigences d’Alliot ralentirent le processus, et il fut contraint de remettre les fonds au trésorier de la reine Pierre Randon de Pommery en 1768. La même année, Louis Claude Vassé proposa un modèle au ministre de la Maison du Roi, Louis Phélypeaux, comte de Saint-Florentin. Ce dernier demanda une participation de la municipalité de Nancy pour payer les marbres nécessaires à la réalisation du projet de Vassé, qui avait déjà obtenu l’aval de l’architecte Mique.

## Description
Le monument reprend la forme pyramidale couramment associée à l’élévation de grands tombeaux dès la fin du XVIIe siècle. Le défunt est présenté au-dessus d’un sarcophage, isolé au centre, près de la base de la pyramide, alors que les allégories sont posées sur le socle, encadrant le tombeau.
Stanislas est représenté assis, les jambes allongées, accoudé sur son bras gauche. Tout comme Catherine Opalinska, Stanislas apparait plus jeune que le jour de son décès. Il porte son regard vers le lointain, sans exprimer ni mélancolie, ni remords. Son attitude noble et distinguée diffère des monuments à Casimir Vasa ou Catherine Opalinska dont Vassé s’inspire pourtant.
Stanislas porte l’ordre du Saint-Esprit sur son costume et tient son bâton de commandement de la main droite. La couronne du duché de Lorraine est posée ses côtés. Dans le registre inférieur, deux allégories sont disposées sur le socle. Sur la droite, la Charité est abandonnée à la douleur. À gauche, la Lorraine reste digne, agenouillée, la tête et le regard tournés vers Stanislas. Entre ces deux figures, divers accessoires prennent place, dont le globe terrestre, symbole du gouvernement.
Ainsi, en créant le mausolée de Stanislas, Vassé choisit d’isoler ses figures les unes des autres, mais les répartit de sorte qu’elles rejoignent la représentation du défunt, point central du monument. Bien que la composition de Vassé soit riche, elle demeure traditionnelle, par l’utilisation de la pyramide, mais aussi dans le choix de formes sobres.
Le mausolée de Stanislas fait partie des plus importants élevés dans la seconde moitié du XVIIIe siècle. Sa monumentalité en fait également une exception dans la production de l’artiste, qui préfère habituellement les ouvrages de petites dimensions, empreints de simplicité et de sobriété.
Enlevé et abîmé à la Révolution, le monument a été remonté dans l’église Notre-Dame-de-Bonsecours au XIXe siècle, et n’est donc pas présenté dans son état originel.